# Japansk konst under Kamakuraperioden

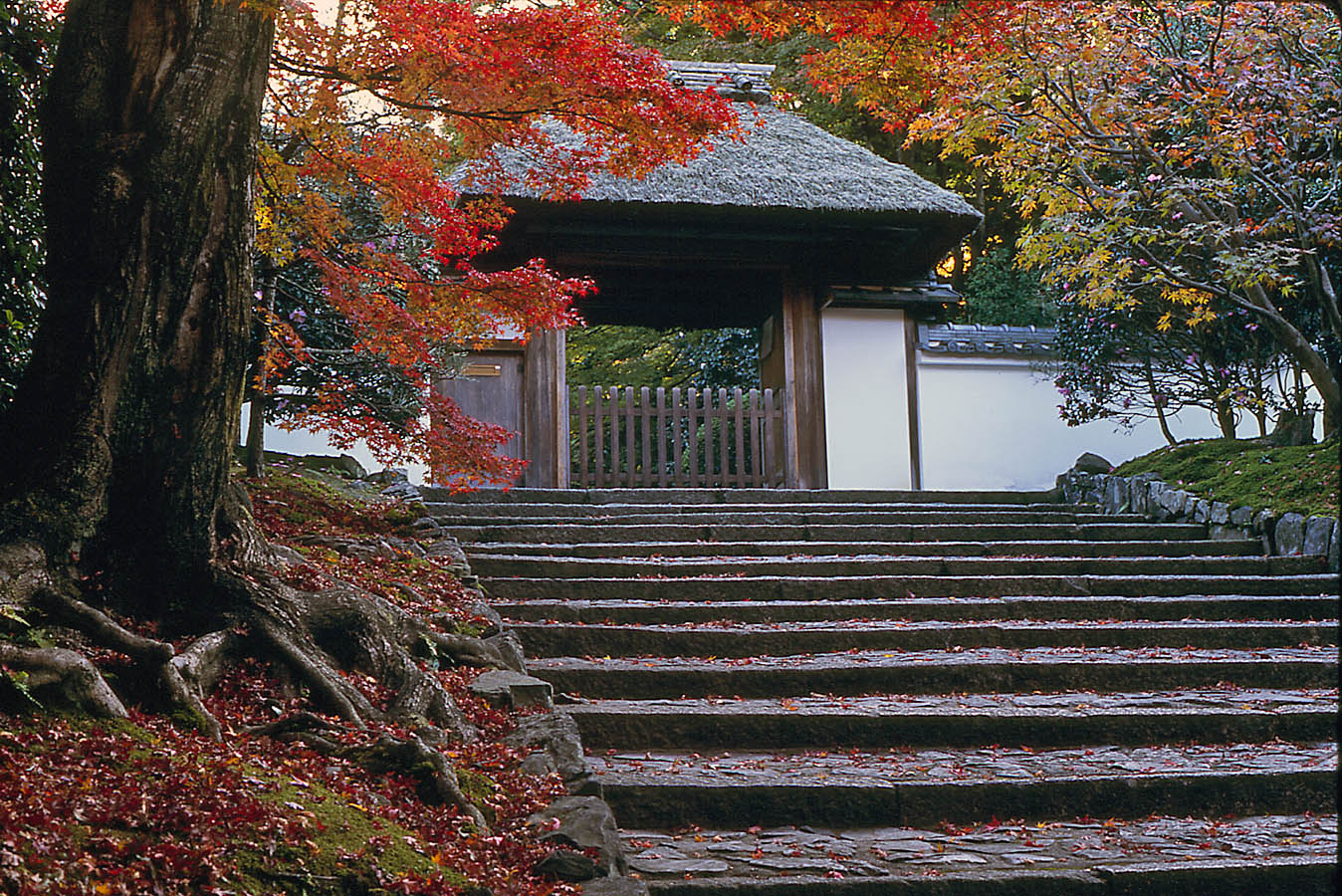
Jodotemplet Anrakuij i Kyoto grundades till minne av två martyrmunkar men är idag känt för sin vackra trädgård.

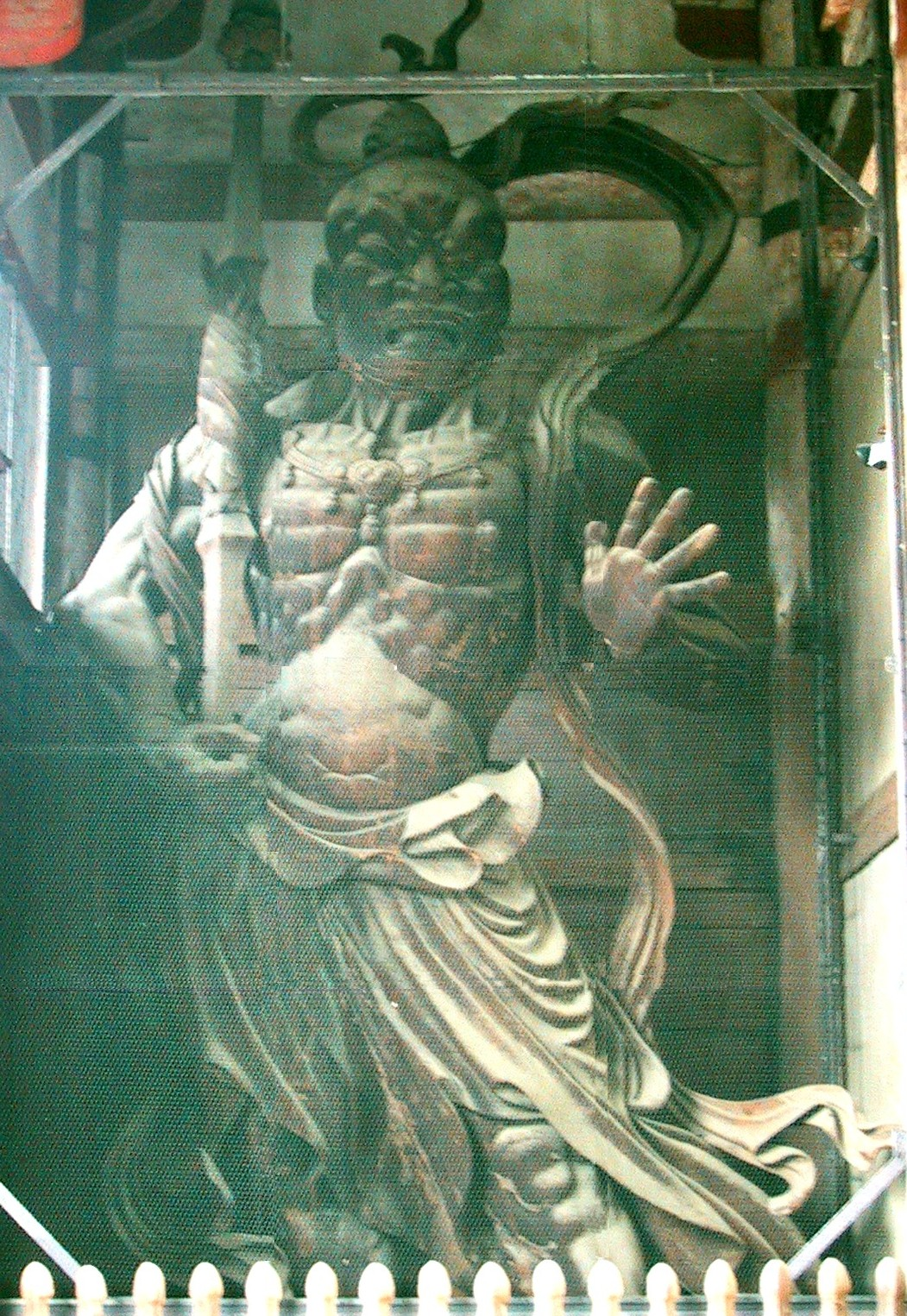
Misshaku Kongo. en av Unkeis två Nioväktare i Todajitemplet, 1203.

År 1180 utbröt ett inbördeskrig mellan de två militärklanerna Taira och Minamoto som fem år senare slutade med att Minamotoklanen segrade och Kamakuraperioden inleddes. Några år efter krigsslutet, 1192, etablerades byn Kamakura som landets de facto-huvudstad och förblev det fram till 1333. I och med maktskiftet fick konsten nya uppdragsgivare, inte minst bland krigarklassens elit. Folket vid hovet och prästerskapet fortsatte att stötta skulptörer vid verkstäder i Kyoto och Nara. Nya stilar och teknisk utveckling innebar att konsten blev mer realistisk än tidigare. Vissa skulptörer började även att signera sina verk, vilket också är en nyhet för tidsperioden.
En ny realistisk skulptur utvecklades vid Keiskolan som Unkeis två "Nioväktare" i Todaijitemplet ger prov på. De åtta meter höga skulpturerna har huggits ur ett antal träblock under en period på tre månader, vilket ger en bild av det system av ateljéer som arbetade under Unkeis ledning. Hans två polykroma träskulpturer av två indiska vise män, Muchaki och Seshin som enligt en legend grundade Hossoskolan, i Kofuku-ji-templet 1208 tillhör med sina enastående realism och individualitet periodens främsta verk.

Kamakura daibutsu, bronsstaty av bodhisattvan Amida vid Kōtoku-intemplet i Kamakura, 1252.

Kegon engi emaki, den illustrerade historieboken om grundandet av den buddhistiska inriktningen Kegon, är ett utmärkt exempel på periodens mindre förfinade och mer lättillgängliga måleri. Kengonsekten hade varit en av de viktigaste buddhistiska skolorna under Naraperioden men föll i onåd under heianperioden p.g.a. Amidakulten. Efter maktskiftet som följde slaget vid Dannoura 1185, som innebar slutet på Genpeikriget, önskade Myo-e, präst vid Kozanjitemplet, upprätta kengon samtidigt som han ville erbjuda alla änkor som kriget lämnat efter sig skydd. Läskunnigheten hos kvinnor var på denna tid dock begränsad till någon av de japanska stavelseskrifterna och samurajhustrur kunde därför inte läsa text som använde sig av den kinesiska ideografin. I handskriften Kegon engi emaki kombinerades därför begränsade textavsnitt, skrivna med lättlästa stavelser, med illustrationer där dialogen placerats intill personerna som talar, inte olikt dagens tecknade serier. Handskriften berättar historien om de två koreanska präster som grundade sekten, en historia som rasar på i snabb takt och är fylld med fantastiska bragder, som resan till havsgudens palats, och en gripande kärlekshistoria. 
Ett verk av mer konservativt mått är den illustrerade versionen av Murasaki Shikibus dagbok. Versioner av denna roman fortsatte att publiceras sedan dagboken skrevs 1008-10, men adeln, som anpassat sig till sin tids intresse för realism men också var nostalgiska över de forna dagarnas makt och rikedom, lät illustrera romanen för att kunna återuppliva glansen från författarens egen tid. En av de vackraste passagerna i romanen är den scen där två unga hovmän på lek håller Murasaki Shikibu fången i hennes rum medan månljuset skimrar i ån i den kejserliga trädgården utanför.